# توكوغاوا إييناري
توكوغاوا إييناري (باليابانية: 徳川 家斉) عاش في الفترة بين (18 نوفمبر 1773 - 22 مارس 1841) كان الشوغون الحادي عشر في شوغونية توكوغاوا والذي حكم في الفترة بين 1787 حتى 1837. إييناري هو ابن لتوكوغاوا إييهارو الشوغون العاشر.